# 1402 Eri
1402 Eri este un asteroid din centura principală, descoperit pe 16 iulie 1936, de Karl Reinmuth.